# Lippakékes
Lippakékes (románul: Checheș) falu Romániában, a Bánságban, Temes megyében.

## Fekvése
Temesvártól északkeletre, Kisgye és Hosszuág közt fekvő település.

## Története
A falu a középkorban Sólymos-vár tartozéka volt és Arad vármegyéhez tartozott. 
Nevét 1440-ben említette először oklevél Kékes, majd 1477-ben Alsókékes néven. Ekkor Felsőkékes-puszta is  hozzá tartozott. 
A török hódoltság alatt teljesen elpusztult, csak a 18. század második felében népesült be újból. Az 1761 évi térképen még nem fordul elő. 
Az 1783 évi térképen már Temes vármegyében szerepelt. 1781-ben Kékesi Rajkovics Károly vásárolta meg a kincstártól. 
A 19. század elején Nikolics Dániel birtoka lett, majd 1848-ban gróf Hessenstein Mór vette meg, 1869-ben pedig Pap Tivadar birtokába került, aki az aradi görög keleti szentszéknek adományozta.
A trianoni békeszerződés előtt Temes vármegye Lippai járásához tartozott.
1910-ben 753 lakosa volt. Ebből 7 magyar, 719 román volt. Ebből 8 görögkatolikus, 741 görög keleti ortodox volt.

## Nevezetességek
- Görögkeleti temploma 1870 körül épült.

### Kerekes
A mai Lippakékes mellett, a Hiziás- és a Nagykékes-patak összefolyásánál feküdt egykor Kerekes falu is. 
Kerekes a solymosi uradalomhoz tartozott. 1440-ben az Országh család, 1477-ben pedig a Bánffi családé volt.